# NGC 3999
NGC 3999 is een lensvormig sterrenstelsel in het sterrenbeeld Leeuw. Het hemelobject werd op 25 april 1878 ontdekt door de Ierse astronoom Lawrence Parsons.

## Synoniemen
- ZWG 127.117
- PGC 37647